# Bettadur, Hunsur
Bettadur là một làng thuộc tehsil Hunsur, huyện Mysore, bang Karnataka, Ấn Độ.